# Cada um com Seus Problemas
Cada um com seus problemas é um curta-metragem brasileiro de 2004, do gênero comédia, escrito e dirigido por Eduardo Ramos Quirino com co-direção e produção executiva de Sandra Kraucher. 

## Sinopse
Uma comédia urbana em que o encadeamento de uma série de situações casuais mostra  a intolerância nas grandes cidades, desde o vendedor de balas até a mais poderosa autoridade. 

## Prêmios
- Festival de Cinema do Ceará
- Prêmio ABD/Melhor Curta 35 mm - Sandra Kraucher & Eduardo Ramos (Prêmio dividido com Vinil Verde, de Kleber Mendonça Filho)[3]

1. ↑  https://diariodonordeste.verdesmares.com.br/metro/gravacao-de-curta-metragem-atrai-dezenas-de-curiosos-1.628329
2. ↑  https://ne10.uol.com.br/canal/entretenimento//noticia/2005/03/02/confira-os-curtas-metragens-selecionados-para-a-edicao-2005-do-cine-pe-festival-do-audiovisual-78494.php
3. ↑  https://festivalcinepe.com.br/resultados/